# 西皮奥 (犹他州)
西皮奥（英文：Scipio），是美国犹他州米勒德县下属的一座城市。建市于 1859年，面积大约为0.93平方英里（2.4平方公里），海拔约为5,315英尺（1,620米）。根据2010年美国人口普查，该市有人口327人。